# 1998-as labdarúgó-világbajnokság (G csoport)
Az 1998-as labdarúgó-világbajnokság G csoportjának mérkőzéseit június 15. és június 26. között játszották. A csoportban Anglia, az Tunézia, Románia és Kolumbia szerepelt.
A csoportból Románia és Anglia jutott tovább. A mérkőzéseken 13 gól esett.

## Tabella
| Hely. | Csapat   | M | Gy | D | V | G+ | G– | Gk | P | Továbbjutás                                |
| ----- | -------- | - | -- | - | - | -- | -- | -- | - | ------------------------------------------ |
| 1.    | Románia  | 3 | 2  | 1 | 0 | 4  | 2  | +2 | 7 | Továbbjutott az egyenes kieséses szakaszba |
| 2.    | Anglia   | 3 | 2  | 0 | 1 | 5  | 2  | +3 | 6 | Továbbjutott az egyenes kieséses szakaszba |
| 3.    | Kolumbia | 3 | 1  | 0 | 2 | 1  | 3  | −2 | 3 |                                            |
| 4.    | Tunézia  | 3 | 0  | 1 | 2 | 1  | 4  | −3 | 1 |                                            |

## Mérkőzések

### Anglia – Tunézia
| 1998. június 15. 14:30 |

| Anglia                  | 2–0               | Tunézia |
| ----------------------- | ----------------- | ------- |
| Shearer 43' Scholes 89' | (1–0) Jegyzőkönyv |         |

| Stade Vélodrome, Marseille Nézőszám: 54 587 Játékvezető: Okada Maszajosi (japán) |

| Anglia | Tunézia |

| KA                   | 1  | David Seaman      |     |     |
| KV                   | 2  | Sol Campbell      | 88' |     |
| KV                   | 6  | Gareth Southgate  |     |     |
| KV                   | 5  | Tony Adams        |     |     |
| RWB                  | 14 | Darren Anderton   |     |     |
| LWB                  | 3  | Graeme Le Saux    |     |     |
| KKP                  | 4  | Paul Ince         |     |     |
| KKP                  | 8  | David Batty       |     |     |
| TKP                  | 16 | Paul Scholes      |     |     |
| KCS                  | 10 | Teddy Sheringham  |     | 85' |
| KCS                  | 9  | Alan Shearer(csk) |     |     |
| Cserék:              |    |                   |     |     |
| CS                   | 20 | Michael Owen      |     | 85' |
| Szövetségi kapitány: |    |                   |     |     |
| Glenn Hoddle         |    |                   |     |     |

| KA                   | 1  | Chokri El Ouaer    |     |     |
| JV                   | 5  | Hatem Trabelsi     |     | 79' |
| KV                   | 3  | Sami Trabelsi(csk) |     |     |
| KV                   | 4  | Mounir Boukadida   |     |     |
| BV                   | 17 | José Clayton       | 48' |     |
| KP                   | 10 | Kais Ghodhbane     | 87' |     |
| KP                   | 21 | Khaled Badra       |     |     |
| KP                   | 14 | Sirajeddine Chihi  |     |     |
| KP                   | 15 | Skander Souayah    |     | 45' |
| CS                   | 11 | Adel Sellimi       |     |     |
| CS                   | 18 | Mehdi Ben Slimane  |     | 65' |
| Cserék:              |    |                    |     |     |
| KP                   | 8  | Zoubeir Baya       |     | 45' |
| CS                   | 2  | Imed Ben Younes    | 70' | 65' |
| V                    | 7  | Tarek Thabet       |     | 79' |
| Szövetségi kapitány: |    |                    |     |     |
| Henryk Kasperczak    |    |                    |     |     |

| Asszisztensek: Cson Jonghjon (dél-koreai) Dramane Danté (mali) Negyedik játékvezető: Kim Milton Nielsen (dán) |

### Románia – Kolumbia
| 1998. június 15. 17:30 |

| Románia  | 1–0               | Kolumbia |
| -------- | ----------------- | -------- |
| Ilie 45' | (1–0) Jegyzőkönyv |          |

| Stade de Gerland, Lyon Nézőszám: 37 572 Játékvezető: Lim Kee Chong (mauritiusi) |

| Románia | Kolumbia |

| KA                   | 12 | Bogdan Stelea       |     |     |
| JSZV                 | 2  | Dan Petrescu        | 78' |     |
| KKP                  | 5  | Constantin Gâlcă    |     |     |
| SW                   | 6  | Gheorghe Popescu    |     |     |
| BSZV                 | 8  | Dorinel Munteanu    | 69' |     |
| KCS                  | 9  | Viorel Moldovan     |     | 84' |
| TKP                  | 10 | Gheorghe Hagi (csk) |     | 76' |
| KCS                  | 11 | Adrian Ilie         |     |     |
| KV                   | 13 | Liviu Ciobotariu    |     |     |
| KKP                  | 16 | Gabriel Popescu     |     | 68' |
| CB                   | 18 | Iulian Filipescu    | 54' |     |
| Cserék:              |    |                     |     |     |
|                      | 19 | Ovidiu Stanga       |     | 68' |
|                      | 15 | Lucian Marinescu    |     | 76' |
|                      | 14 | Radu Niculescu      |     | 84' |
| Szövetségi kapitány: |    |                     |     |     |
| Anghel Iordănescu    |    |                     |     |     |

| KA                   | 22 | Faryd Mondragon        |     |     |
|                      | 3  | Ever Palacios          |     |     |
|                      | 4  | José Santa             | 47' |     |
|                      | 5  | Jorge Bermudez         |     |     |
|                      | 6  | Mauricio Serna         |     |     |
|                      | 8  | Harold Lozano          |     |     |
|                      | 10 | Carlos Valderrama(csk) |     |     |
|                      | 11 | Faustino Asprilla      |     | 84' |
|                      | 13 | Wilmer Cabrera         |     |     |
|                      | 15 | Victor Aristizabal     |     | 45' |
|                      | 19 | Freddy Rincón          |     |     |
| Cserék:              |    |                        |     |     |
|                      | 9  | Adolfo Valencia        |     | 45' |
|                      | 21 | Leider Preciado        |     | 84' |
| Szövetségi kapitány: |    |                        |     |     |
| Hernán Darío Gómez   |    |                        |     |     |

| Asszisztensek: Mohammed al-Múszavi (ománi) Abdul Hamid Halim (maláj) Negyedik játékvezető: Urs Meier (svájci) |

### Kolumbia – Tunézia
| 1998. június 22. 17:30 |

| Kolumbia     | 1–0               | Tunézia |
| ------------ | ----------------- | ------- |
| Preciado 83' | (0–0) Jegyzőkönyv |         |

| Stade de la Mosson, Montpellier Nézőszám: 29 800 Játékvezető: Bernd Heynemann (német) |

| Kolumbia | Tunézia |

| KA                   | 22 | Faryd Mondragón        |     |     |
|                      | 3  | Ever Palacios          |     |     |
|                      | 4  | José Santa             | 18' |     |
|                      | 5  | Jorge Bermúdez         |     |     |
|                      | 6  | Mauricio Serna         |     | 62' |
|                      | 7  | Antony de Ávila        |     |     |
|                      | 8  | Harold Lozano          |     |     |
|                      | 9  | Adolfo Valencia        |     | 56' |
|                      | 10 | Carlos Valderrama(csk) |     |     |
|                      | 13 | Wilmer Cabrera         |     |     |
|                      | 19 | Freddy Rincón          |     | 56' |
| Cserék:              |    |                        |     |     |
|                      | 15 | Víctor Aristizábal     |     | 56' |
|                      | 21 | Léider Preciado        |     | 56' |
|                      | 14 | Jorge Bolaño           |     | 62' |
| Szövetségi kapitány: |    |                        |     |     |
| Hernán Darío Gómez   |    |                        |     |     |

| KA                   | 1  | Chokri El Ouaer    |     |     |
|                      | 3  | Sami Trabelsi(csk) |     |     |
|                      | 6  | Ferid Chouchane    |     |     |
|                      | 7  | Tarek Thabet       |     | 76' |
|                      | 8  | Zoubeir Baya       |     | 73' |
|                      | 11 | Adel Sellimi       |     | 68' |
|                      | 13 | Riadh Bouazizi     | 16' |     |
|                      | 14 | Sirajeddine Chihi  |     |     |
|                      | 15 | Skander Souayah    |     |     |
|                      | 17 | Clayton            | 83' |     |
|                      | 18 | Mehdi Ben Slimane  |     |     |
| Cserék:              |    |                    |     |     |
|                      | 2  | Imed Ben Younes    |     | 68' |
|                      | 19 | Faysal Ben Ahmed   |     | 73' |
|                      | 10 | Kaies Ghodhbane    |     | 76' |
| Szövetségi kapitány: |    |                    |     |     |
| Henryk Kasperczak    |    |                    |     |     |

| Asszisztensek: Erich Schneider (német) Evžen Amler (cseh) Negyedik játékvezető: Vágner László (magyar) |

### Románia – Anglia
| 1998. június 22. 21:00 |

| Románia                   | 2–1               | Anglia   |
| ------------------------- | ----------------- | -------- |
| Moldovan 46' Petrescu 90' | (0–0) Jegyzőkönyv | Owen 81' |

| Stade de Toulouse, Toulouse Nézőszám: 33 500 Játékvezető: Marc Batta (francia) |

| Románia | Anglia |

| KA                   | 12 | Bogdan Stelea       |     |     |
| SW                   | 6  | Gheorghe Popescu    | 45' |     |
| KV                   | 18 | Iulian Filipescu    | 88' |     |
| KV                   | 13 | Liviu Ciobotariu    | 78' | 81' |
| RWB                  | 2  | Dan Petrescu        |     |     |
| VKP                  | 5  | Constantin Gâlcă    |     |     |
| LWB                  | 8  | Dorinel Munteanu    |     |     |
| KKP                  | 16 | Gabriel Popescu     |     |     |
| TKP                  | 10 | Gheorghe Hagi (csk) | 4'  | 72' |
| TKP                  | 11 | Adrian Ilie         |     |     |
| KCS                  | 9  | Viorel Moldovan     |     | 86' |
| Cserék:              |    |                     |     |     |
| CS                   | 19 | Ovidiu Stângă       |     | 72' |
| KP                   | 15 | Lucian Marinescu    |     | 81' |
| KP                   | 7  | Marius Lăcătuș      |     | 86' |
| Szövetségi kapitány: |    |                     |     |     |
| Anghel Iordanescu    |    |                     |     |     |

| KA                   | 1  | David Seaman      |  |     |
| RWB                  | 14 | Darren Anderton   |  |     |
| KV                   | 12 | Gary Neville      |  |     |
| KV                   | 2  | Sol Campbell      |  |     |
| KV                   | 5  | Tony Adams        |  |     |
| LWB                  | 3  | Graeme Le Saux    |  |     |
| KKP                  | 4  | Paul Ince         |  | 32' |
| KKP                  | 8  | David Batty       |  |     |
| TKP                  | 16 | Paul Scholes      |  |     |
| KCS                  | 10 | Teddy Sheringham  |  | 72' |
| KCS                  | 9  | Alan Shearer(csk) |  |     |
| Cserék:              |    |                   |  |     |
| KP                   | 7  | David Beckham     |  | 32' |
| CS                   | 20 | Michael Owen      |  | 72' |
| Szövetségi kapitány: |    |                   |  |     |
| Glenn Hoddle         |    |                   |  |     |

| Asszisztensek: Jacques Poudevigne (francia) Chris Soldatos (dél-afrikai) Negyedik játékvezető: Szaíd Belkola (marokkói) |

### Kolumbia – Anglia
| 1998. június 26. 21:00 |

| Kolumbia | 0–2               | Anglia                   |
| -------- | ----------------- | ------------------------ |
|          | (0–2) Jegyzőkönyv | Anderton 20' Beckham 29' |

| Stade Félix-Bollaert, Lens Nézőszám: 38 100 Játékvezető: Arturo Brizio Carter (mexikói) |

| Kolumbia | Anglia |

| KA                   | 22 | Faryd Mondragón         |     |     |
| V                    | 13 | Wilmer Cabrera          |     |     |
| V                    | 5  | Jorge Bermúdez          | 89' |     |
| V                    | 3  | Ever Palacios           |     |     |
| V                    | 16 | Luis Antonio Moreno     |     |     |
| KP                   | 6  | Mauricio Serna          | 20' | 45' |
| KP                   | 19 | Freddy Rincón           |     |     |
| KP                   | 8  | John Harold Lozano      |     |     |
| TKP                  | 10 | Carlos Valderrama (csk) |     |     |
| CS                   | 7  | Antony de Ávila         |     | 45' |
| CS                   | 21 | Léider Preciado         |     | 45' |
| Cserék:              |    |                         |     |     |
| CS                   | 9  | Adolfo Valencia         |     | 45' |
| CS                   | 15 | Víctor Aristizábal      | 86' | 45' |
| CS                   | 20 | Hamilton Ricard         |     | 45' |
| Szövetségi kapitány: |    |                         |     |     |
| Hernán Darío Gómez   |    |                         |     |     |

| KA                   | 1  | David Seaman       |     |     |
| KV                   | 12 | Gary Neville       |     |     |
| KV                   | 2  | Sol Campbell       |     |     |
| KV                   | 5  | Tony Adams         |     |     |
| RWB                  | 14 | Darren Anderton    |     | 79' |
| LWB                  | 3  | Graeme Le Saux     |     |     |
| KKP                  | 7  | David Beckham      |     |     |
| KKP                  | 4  | Paul Ince          |     | 83' |
| TKP                  | 16 | Paul Scholes       | 22' | 73' |
| KCS                  | 20 | Michael Owen       |     |     |
| KCS                  | 9  | Alan Shearer (csk) | 86' |     |
| Cserék:              |    |                    |     |     |
| KP                   | 11 | Steve McManaman    |     | 73' |
| KP                   | 17 | Robert Lee         |     | 79' |
| KP                   | 8  | David Batty        |     | 83' |
| Szövetségi kapitány: |    |                    |     |     |
| Glenn Hoddle         |    |                    |     |     |

| Asszisztensek: Laurent Rausis (svájci) Reynaldo Salinas (hondurasi) Negyedik játékvezető: Ryszard Wójcik (lengyel) |

### Románia – Tunézia
| 1998. június 26. 21:00 |

| Románia      | 1–1               | Tunézia                |
| ------------ | ----------------- | ---------------------- |
| Moldovan 72' | (0–1) Jegyzőkönyv | Souayah 12' (11-esből) |

| Stade de France, Saint-Denis Nézőszám: 77 000 Játékvezető: Edward Lennie (ausztrál) |

| Románia | Tunézia |

| KA                   | 12 | Bogdan Stelea       |  |     |
| JSZV                 | 2  | Dan Petrescu        |  |     |
| KV                   | 3  | Cristian Dulca      |  | 32' |
| SW                   | 4  | Anton Doboș         |  |     |
| KKP                  | 5  | Constantin Gâlcă    |  |     |
| KCS                  | 7  | Marius Lăcătuș      |  | 46' |
| BSZV                 | 8  | Dorinel Munteanu    |  | 76' |
| TKP                  | 10 | Gheorghe Hagi (csk) |  |     |
| KV                   | 13 | Liviu Ciobotariu    |  |     |
| JSZ                  | 15 | Lucian Marinescu    |  |     |
| LW                   | 17 | Ilie Dumitrescu     |  | 68' |
| Cserék:              |    |                     |  |     |
|                      | 6  | Gheorghe Popescu    |  | 32' |
|                      | 11 | Adrian Ilie         |  | 46' |
|                      | 9  | Viorel Moldovan     |  | 68' |
| Szövetségi kapitány: |    |                     |  |     |
| Anghel Iordănescu    |    |                     |  |     |

| KA                   | 1  | Chokri El Ouaer     |     |     |
|                      | 3  | Sami Trabelsi (csk) |     |     |
|                      | 4  | Mounir Boukadida    |     |     |
|                      | 6  | Ferid Chouchane     |     |     |
|                      | 8  | Zoubeir Baya        | 28' |     |
|                      | 10 | Kaies Ghodhbane     |     | 85' |
|                      | 11 | Adel Sellimi        |     |     |
|                      | 13 | Riadh Bouazizi      |     |     |
|                      | 14 | Sirajeddine Chihi   |     |     |
|                      | 15 | Skander Souayah     | 57' | 91' |
|                      | 18 | Mehdi Ben Slimane   |     | 60' |
| Cserék:              |    |                     |     |     |
|                      | 9  | Riadh Jelassi       |     | 60' |
|                      | 7  | Tarek Thabet        |     | 85' |
|                      | 2  | Imed Ben Younes     |     | 91' |
| Szövetségi kapitány: |    |                     |     |     |
| Ali Selmi            |    |                     |     |     |

| Asszisztensek: Jacek Pocięgiel (lengyel) Jurij Dupanov (fehérorosz) Negyedik játékvezető: Ramesh Ramdhan (Trinidad és Tobagó-i) |